# حارة الفلاحين (دار سعد)
حارة الفلاحين هي إحدى حارات حي 7 أكتوبر الواقع بمديرية دار سعد التابعة لمحافظة عدن، بلغ تعداد سكانها 4407 نسمة حسب تعداد اليمن لعام 2004.